# Flughafen Mount Gambier

i7
i11
i13

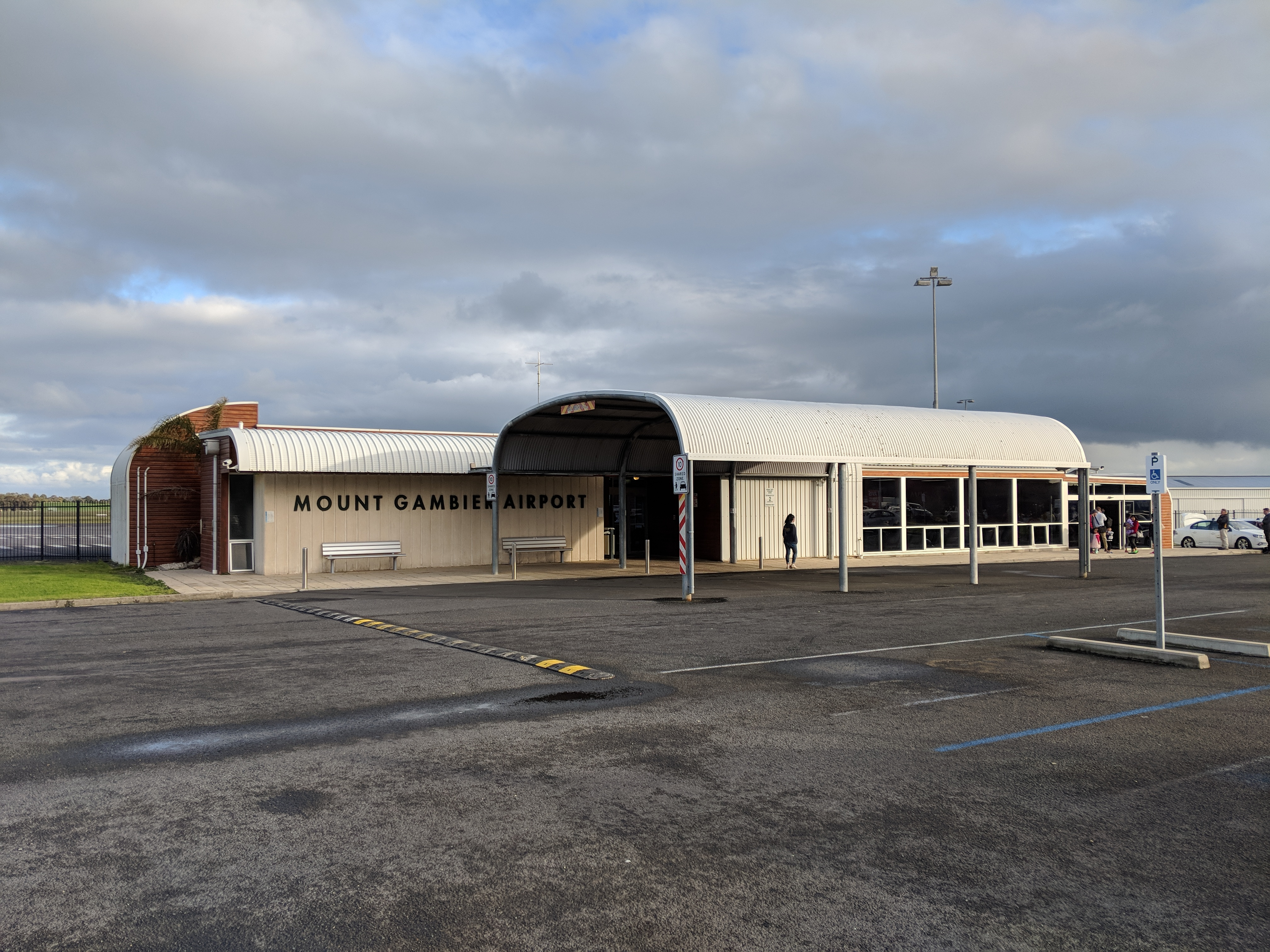
Der Terminal des Flughafens

Der Mount Gambier Airport (IATA-Code: MGB, ICAO-Code: YMTG) ist ein internationaler Verkehrsflughafen an der Küste von South Australia. Er befindet sich nördlich der Stadt Mount Gambier am Rande des Riddoch Highway. Der Flughafen ist der einzige kommerzielle Flughafen in der südlichen Region von South Australia.

## Statistik
Passagiere und Flugbewegungen für den Flughafen:
| Betriebsjahr | Passagierzahlen | Flugbewegungen |
| ------------ | --------------- | -------------- |
| 2001–2002    | 65.998          | 7326           |
| 2002–2003    | 68.501          | 7564           |
| 2003–2004    | 78.198          | 7278           |
| 2004–2005    | 95.502          | 7913           |
| 2005–2006    | 102.121         | 7782           |
| 2006–2007    | 109.435         | 7614           |
| 2007–2008    | 115.365         | 5704           |
| 2008–2009    | 98.247          | 4348           |
| 2009–2010    | 97.085          | 4459           |
| 2010–2011    | 92.261          | 4149           |

## Aero Club
Der Mount Gambier Aero Club wurde 1930 gegründet. Während des Zweiten Weltkrieges wurde der Flieger-Club in die Royal Australian Air Force integriert. Im Jahr 1947 erlangte der Flieger-Club wieder seine Unabhängigkeit.